# Estados Unidos en el Festival de la OTI
La televisión hispanoparlante de los Estados Unidos se hace presente en el Festival de la OTI desde su tercera edición celebrada en Acapulco en 1974. En dicha ocasión fue representado por Rosita Perú quien quedó en el 17.º lugar con el tema "Pero... mi tierra".
Estados Unidos triunfó en dos ocasiones en el festival de la OTI. Primero, en la edición de 1986 celebrada en Santiago de Chile con la composición de Vilma Planas "Todos", un tema de corte religioso en las voces de Damaris, Miguel Ángel Guerra y Eduardo Fabiani. Y en segunda oportunidad en la que vendría a ser la última vez que se celebró el festival, en Acapulco con el tema "Hierba Mala" interpretado por las Hermanas Chirinos. 
Además, la televisión norteamericana organizaría tres ediciones del Festival, en los que, sin embargo, nunca tendría presentadores nacidos en suelo estadounidense. La primera de ellas, en 1983, en el Constitution Hall de Washington D. C., teniendo como presentadores a los cubanos Rafael Pineda y Ana Carlota. La segunda oportunidad se dio en el James L. Knight Convention Center de Miami en 1989, siendo los maestros de ceremonia la cubana Lucy Pereda y el chileno Antonio Vodanovic. Y finalmente al año siguiente, en 1990, en el Caesar's Palace de Las Vegas, teniendo como presentadores a la venezolana María Conchita Alonso y al mexicano Emmanuel, entre otros.

## Participaciones de Estados Unidos en el Festival de la OTI
| Año  | Sede             | Artista                                        | Canción                      | Director orquesta | Posición | Pts |
| ---- | ---------------- | ---------------------------------------------- | ---------------------------- | ----------------- | -------- | --- |
| 2000 | Acapulco         | Hermanas Chirino                               | Hierba mala                  | (Sin Director)    | 1°       |     |
| 1998 | San José         | Carlos Abac                                    | Un ángel en mi habitación    |                   |          |     |
| 1997 | Lima             | Luis Damón                                     | Piel de azúcar               |                   |          |     |
| 1996 | Quito            | Raffy                                          | Basta ya                     |                   |          |     |
| 1995 | San Bernardino   | Silvia Bezi                                    | Secreto de amor              |                   |          |     |
| 1994 | Valencia         | Héctor Galaz                                   | Ganas de gritar              |                   | 12°      | 0   |
| 1993 | Valencia         | Alma Rocío                                     | Esperanza, capricho o viento |                   |          |     |
| 1992 | Valencia         | Carlo de la Cima                               | No te mueras, América        | José Luis Moza    | 2°       |     |
| 1991 | Acapulco         | Elsa Ozuna                                     | Que poca fe                  |                   |          |     |
| 1990 | Las Vegas        | Daniel Recalde                                 | Tu amor es mi adicción       |                   |          |     |
| 1989 | Miami            | Iris y Margie                                  | Hazme sentir                 |                   |          |     |
| 1988 | Buenos Aires     | Miguel Ángel Mejía                             | Así somos, así soy           |                   | 14°      | 0   |
| 1987 | Lisboa           | Felo Bohr                                      | Sabes lo que yo quisiera     |                   |          |     |
| 1986 | Santiago         | Dámaris, Miguel Ángel Guerra y Eduardo Fabiani | Todos                        | Juan Salazar      | 1°       |     |
| 1985 | Sevilla          | Frank y Zobeida                                | El canto de mi raza          |                   |          |     |
| 1984 | Ciudad de México | Alberto Ruiz                                   | Señora mi madre              |                   |          |     |
| 1983 | Washington D. C. | Jorge Baglietto                                | Has vencido                  | Daniel Freiberg   | 7.º      | 61  |
| 1982 | Lima             | Laura Hevia                                    | Que equivocado               | Héctor Garrido    | 3°       | 25  |
| 1981 | Ciudad de México | Aldo Matta                                     | Y fuiste mujer               | Héctor Garrido    | 3°       | 22  |
| 1979 | Caracas          | Mario Alberto Milar                            | Y una esperanza más          |                   | 9°       | 16  |
| 1980 | Buenos Aires     | Ramiro Velasco                                 | El extranjero                |                   | 13°      | 11  |
| 1978 | Santiago         | Susy Lemán                                     | Ha vuelto ya                 | Juan Azúa         | 2°       | 46  |
| 1977 | Madrid           | Lissette Álvarez                               | Si hay amor volverá          |                   | 2°       | 8   |
| 1976 | Acapulco         | Carmen Moreno                                  | Sangre antigua               |                   | 19°      | 0   |
| 1975 | San Juan         | José Antonio                                   | Para ganar tu corazón        |                   | 5°       | 5   |
| 1974 | Acapulco         | Rosita Perú                                    | Pero... mi tierra            | Larry Martin      | 15.º     | 1   |

## Festivales organizados en Estados Unidos
| Edición  | Ciudad sede      | Localización                      | Presentandores |
| -------- | ---------------- | --------------------------------- | --- |
| OTI 1983 | Washington D. C. | DAR Constitution Hall             | Ana Carlota y Rafael Pineda                                                                                             |
| OTI 1989 | Miami            | James L. Knight Convention Center | Lucy Pereda, Antonio Vodanovic, Verónica Castro, Carlos Mata, María Conchita Alonso, y Emmanuel                         |
| OTI 1990 | Las Vegas        | Caesar's Palace                   | Alejandra Guzmán, María Conchita Alonso, Fernando Allende, José Luis Rodríguez, "El Puma", Antonio Vodanovic y Emmanuel |